# Franz Xaver Hammer
Franz Xaver Hammer, genannt Marteau (* 1741 in Oettingen; † 11. Oktober 1817 in Ludwigslust) war ein deutscher Gambist, Violoncellist und Komponist.

## Leben
Hammer wirkte von 1771 bis 1778 unter Joseph Haydn als Cellist an der Esterházyschen Hofkapelle in Eisenstadt und auf Schloss Esterháza. Vermutlich komponierte Haydn drei seiner Konzerte für Cello und Orchester für ihn. Hammers hohes Anfangsgehalt von 100 Dukaten und 30 Kreuzern wurde noch mehrere Male erhöht, was auf einen außerordentlichen Ruf als Instrumentalist schließen lässt. Im Konzert der Wiener Uraufführung von Haydns Oratorium Il ritorno di Tobia Hob XXI:2 (1775) spielte Hammer ein eigenes Cellokonzert. 1776 bis 1813 gehörte er der Wiener Tonkünstler-Societät an.
Nach seinem Engagement für die Esterházy wurde Hammer bei einem Gehalt von 800 Gulden Musiker der Kapelle des Kardinals Joseph Graf Batthyány in Pressburg. Dort trat er auch als Solist seiner eigenen Werke in öffentlichen Konzerten auf. 1784 ging er kurzfristig in die Hofkapelle der Grafen Bentheim-Tecklenburg zu Burgsteinfurt. Im folgenden Jahr wurde er bei einem Sold von 500 Reichstalern in die Kapelle des Großherzogs Friedrich Franz I. am Mecklenburg-Schwerinschen Hof zu Ludwigslust aufgenommen. Wie im Dienst der Esterházy war er als Virtuose angesehen. Er trat häufig als Solist bei Hofkonzerten auf. Konzertreisen führten ihn u. a. nach Prag und an den brandenburgischen Hof nach Berlin. Hammer galt als einer der bedeutendsten Gamben- und Cellovirtuosen seiner Zeit. 1813 schied er aus der Hofkapelle aus.
Von Hammer sind Sonaten für Viola da gamba, Viola d’amore und Violoncello mit Generalbass erhalten, daneben auch in handschriftlichen Sammlungen Übungsstücke und Solokonzerte für Violoncello oder Gambe und Orchester.